# Karpiska
Karpiska – wieś sołecka w Polsce położona w województwie mazowieckim, w powiecie otwockim, w gminie Kołbiel.
| SIMC    | Nazwa            | Rodzaj    |
| ------- | ---------------- | --------- |
| 0674721 | Karpiska-Kolonia | część wsi |

Wieś jest umownie podzielona na dwie części: starą i nową. W nowej (tzw. Kolonie) są głównie domy powstałe po 2000 roku. W starej części znajdują się stare lokale i pola. Graniczy z lasem. Na jej terenie znajduje się przystanek kolejowy Kołbiel

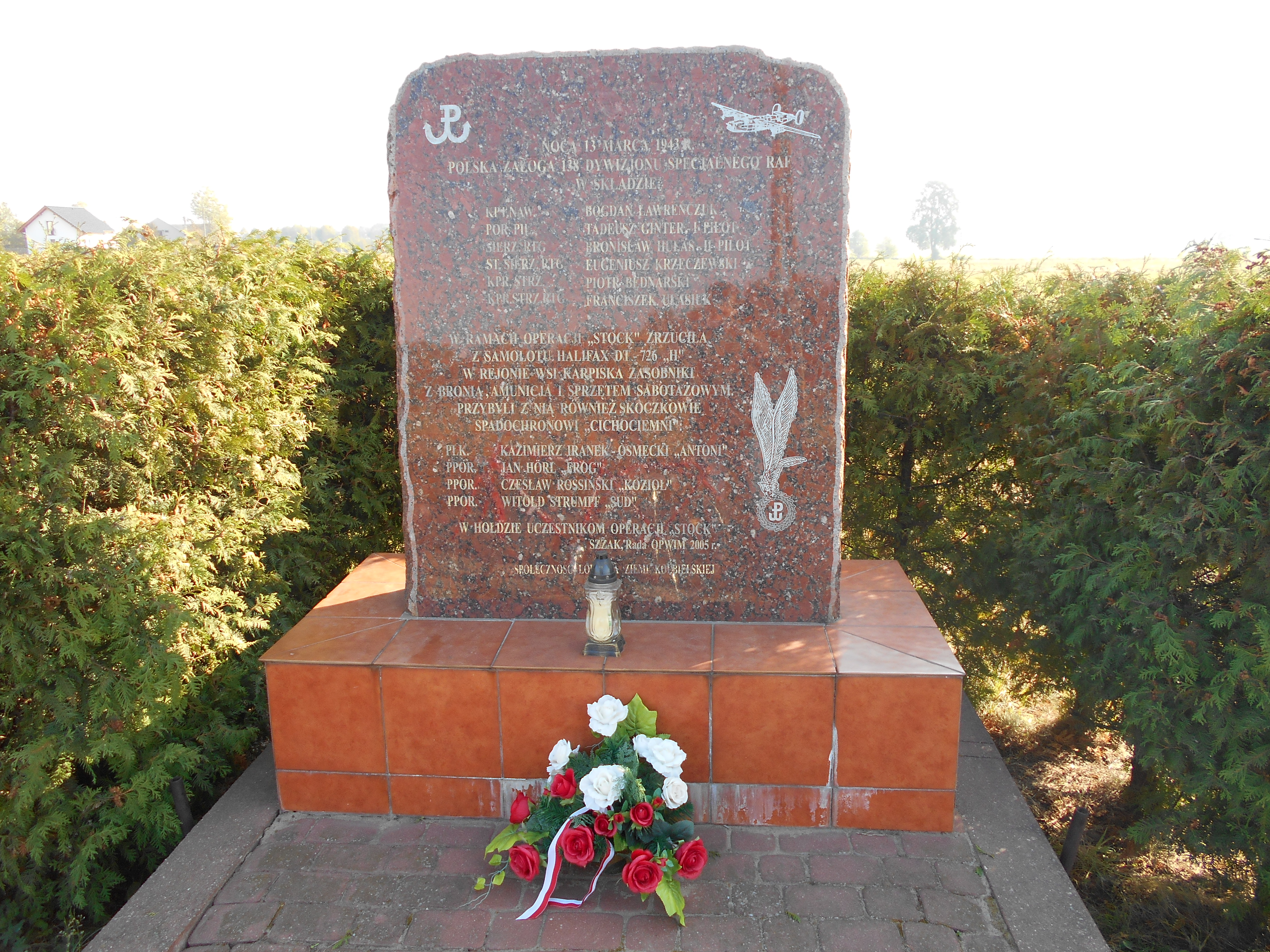
Tablica poświęcona uczestnikom operacji "Stock" w 1943 roku

Wieś królewska położona była w drugiej połowie XVI wieku w powiecie garwolińskim  ziemi czerskiej województwa mazowieckiego. W latach 1975–1998 miejscowość administracyjnie należała do województwa siedleckiego.
Wierni Kościoła rzymskokatolickiego należą do parafii Świętej Trójcy w Kołbieli.